# Bhagyaiah Chinnabathini
Bhagyaiah Chinnabathini (ur. 19 września 1956 w Motakondur-Yadagirigutta Mandal) – indyjski duchowny rzymskokatolicki, od 2016 biskup Guntur.

## Życiorys
Święcenia kapłańskie przyjął 3 maja 1983 i został inkardynowany do diecezji Nalgonda. Pracował przede wszystkim jako duszpasterz parafialny, był także m.in. dyrektorem diecezjalnego Centrum Kolpinga oraz ośrodka dla młodzieży.
25 czerwca 2016 papież Franciszek prekonizował go biskupem Guntur. Sakry biskupiej udzielił mu 8 września 2016 abp Salvatore Pennacchio.